# Твін-Лейкс (Айова)
Твін-Лейкс (англ. Twin Lakes) — переписна місцевість (CDP) в США, в окрузі Калгун штату Айова. Населення — 316 осіб (2020).

## Географія
Твін-Лейкс розташований за координатами 42°28′52″ пн. ш. 94°37′47″ зх. д. / 42.48111° пн. ш. 94.62972° зх. д. (42.481024, -94.629694).  За даними Бюро перепису населення США в 2010 році переписна місцевість мала площу 7,43 км², з яких 3,86 км² — суходіл та 3,58 км² — водойми.

## Демографія
Згідно з переписом 2010 року, у переписній місцевості мешкали 334 особи в 163 домогосподарствах у складі 124 родин. Густота населення становила 45 осіб/км².  Було 388 помешкань (52/км²).
Расовий склад населення:
| - 99,7 % — білих - 0,3 % — азіатів |

До двох чи більше рас належало 0,0 %. Частка іспаномовних становила 0,0 % від усіх жителів.
За віковим діапазоном населення розподілялося таким чином: 9,9 % — особи молодші 18 років, 54,2 % — особи у віці 18—64 років, 35,9 % — особи у віці 65 років та старші. Медіана віку мешканця становила 59,3 року. На 100 осіб жіночої статі у переписній місцевості припадало 92,0 чоловіків;  на 100 жінок у віці від 18 років та старших — 91,7 чоловіків також старших 18 років.
Середній дохід на одне домашнє господарство  становив 129 926 доларів США (медіана — 121 875), а середній дохід на одну сім'ю — 131 989 доларів (медіана — 137 727). 
Цивільне працевлаштоване населення становило 152 особи. Основні галузі зайнятості: науковці, спеціалісти, менеджери — 27,6 %, транспорт — 17,1 %, сільське господарство, лісництво, риболовля — 14,5 %, освіта, охорона здоров'я та соціальна допомога — 13,8 %.